# Tatsuhiro Sakamoto
Tatsuhiro Sakamoto (坂元 達裕 Sakamoto Tatsuhiro?), född 22 oktober 1996 i Tokyo prefektur, är en japansk fotbollsspelare.
Sakamoto började sin karriär 2019 i Montedio Yamagata. Han spelade 42 ligamatcher för klubben. 2020 flyttade han till Cerezo Osaka.